# Killing with a Smile
Killing with a Smile – pierwszy długogrający, studyjny album australijskiej grupy Parkway Drive wykonującej metalcore.

## Lista utworów
1. "Gimme a D" (Adam Dutkiewicz) – 3:31
2. "Anasasis (Xenophontis)" – 3:31
3. "Pandora" – 3:58
4. "Romance Is Dead" – 5:18
5. "Guns for Show, Knives for a Pro" – 2:44
6. "Blackout" – 2:43
7. "Picture Perfect, Pathetic" – 2:44
8. "It's Hard to Speak Without a Tongue" – 4:14
9. "Mutiny" – 3:17
10. "Smoke 'Em If Ya Got 'Em" – 3:40
11. "A Cold Day in Hell" – 4:01

## Teledyski
- "Smoke 'Em If Ya Got 'Em"[5] (2006)

## Twórcy
Skład grupy
- Winston McCall – śpiew
- Jeff Ling – gitara
- Luke Kilpatrick – gitara
- Ben Gordon – perkusja
- Shaun Cash – gitara basowa

Inni
- Adam Dutkiewicz – producent muzyczny[6]
- Tom Baker – mastering

## Odniesienia na płycie
- W tle utworu "Guns for Show, Knives for a Pro" zawarto fragment filmu Die Hard 2: Die Harder w postaci wypowiedzi bohatera Johna McClane’a, w rolę którego wcielił się Bruce Willis.
- W tle utworu "Mutiny" zawarto fragment filmu Piraci z Karaibów: Klątwa Czarnej Perły w postaci wypowiedzi bohatera Jacka Sparrowa, w rolę którego wcielił się Johnny Depp.
- Nazwa utworu "Guns for Show, Knives for a Pro" jest cytatem z filmu Lock Stock and Two Smoking Barrels.

## Wpływ w kulturze masowej
Australijska grupa surferów Bra Boys wykorzystała cztery utwory z płyty w filmie dokumentalnym: Bra Boys: Blood Is Thicker than Water, były to: "Gimme A D", "Anasasis (Xenophontis)", "Mutiny" i "It's Hard to Speak Without a Tongue". Na ścieżkę dźwiękową trafiły później trzy pierwsze, wymienione utwory.